# Escriboni Llarg
Escriboni Llarg (en llatí Scribonius Largus) era un metge romà del que es desconeix el praenomen i que de vegades porta l'agnomen Designatià (Designatianus).
Va viure a Roma al segle i i es diu que era el metge de l'emperador Claudi i que el va acompanyar en la seva expedició a Britànnia. Ell mateix parla de Valèria Messal·lina, la dona de Dei nostri Caesaris.
Va ser deixeble de Triplió i d'Appuleu Cels. Va escriure diverses obres en llatí de les que només en resta una, titulada Compositiones Medicae o De Compositione Medicamentorum que va dedicar a Gai Juli Cal·list, i que va escriure en un moment en què Escriboni no era a Roma, potser era a Britànnia amb Claudi i no podia consultar la seva biblioteca. El llibre conté prop de tres-centes fórmules mèdiques, de les que Galè en cita unes quantes. Alguns han suposat que l'obra la va escriure en grec, i que després es va traduir al llatí, però és poc probable.